# پل عابر پیاده جید

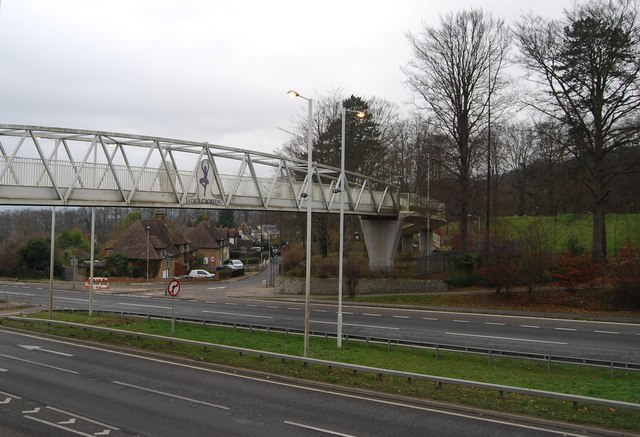
پل عابر پیاده جید

پل عابر پیاده جبد در منطقه دلتینگ، کنت، انگلستان و روی بزرگراه شماره A۲۴۹ بین میدستون و شیمیس واقع شده است. نام این پل در اصل از نام پسری آمده است که پیش از ساخته شدن این پل در دسامبر سال ۲۰۰۰ هنگام عبور از خیابان جان خویش را در اثر تصادف با خودرو از دست داد. نام این پسر جید هابز (به انگلیسی: Jade Hobbs) بود، پس از مرگ جید مادرش تلاش بسیاری برای جلب توجه مسولین دولتی به ساختن پلی در محل تصادف جید کرد که منجر به ساختن پل جید گشت. مادر جید در سال ۲۰۰۳ به دلیل تلاش‌های خویش برندهٔ جایزهٔ غرور بریتانیا (به انگلیسی: Pride of Britain Awards) شد.